# Ren (Musiker)
Ren, bürgerlich Ren Eryn Gill (* 29. März 1990 in Bangor, Wales), ist ein britischer Musiker und Musikproduzent.

## Leben
Mit 19 Jahren erkrankte Ren Gill an Lyme-Borreliose; diese Krankheit wurde erst 2016 von Spezialisten in Belgien diagnostiziert. Bis dahin hatte er jahrelang an Erschöpfung und Muskelschmerzen, die ihn zeitweise 23 Stunden am Tag ans Bett fesselten, gelitten. Ärzte diagnostizierten zunächst Depression, Bipolare Störung und Myalgische Enzephalomyelitis/Chronisches Fatigue-Syndrom (ME/CFS).
Im Jahr 2010 unterschrieb Ren einen Plattenvertrag bei Sony Music Entertainment, nachdem ein Talentscout ihn als Straßenmusiker (englisch Busker) in Brighton entdeckt hatte. Aufgrund seines Gesundheitszustandes wurde der Vertrag 2016 aufgelöst. Im Jahr 2015 veröffentlichte er auf Bandcamp das Album Love Music und 2016 das Album Freckled Angels. Seit 2018 gehen Videos von Ren und Sam Tompkins viral, auf denen sie als Straßenmusiker die Songs Blind Eyed, Earned It, Man’s World und Falling vortragen. Sein im Dezember 2022 auf YouTube veröffentlichtes Musikvideo zum Song Hi Ren erreichte auch dank der Vielzahl an Reaktionsvideos in den ersten fünf Monaten über elf Millionen Aufrufe.
Gill spielt Gitarre, Bass und Piano, singt und rappt, schreibt, produziert und vermarktet seine Musik eigenständig. Von seinen Fans erhielt er auf Grund der Mischung aus Musik, Dichtung und theatralischen Darstellung in Anlehnung an Barden den Spitznamen „Bard of Brighton“. Er selbst bezeichnete seine Musik als „Bardcore“. Seine 2018 gegründete Band The Big Push legt derzeit eine Pause ein.
Im Jahr 2023 zog Gill vorübergehend nach Calgary, Kanada, wo er die Folgen der Borreliose-Erkrankung und der jahrelangen medikamentösen Fehlbehandlung von einem Spezialisten behandeln lässt.

## Diskografie

### Alben
- 2015: Love Music
- 2016: Freckled Angels
- 2023: Sick Boi

### EPs
- 2019: The Tale of Jenny & Screech
- 2020: Demos (Vol 1)
- 2020: Demos (Vol 2)
- 2022: Violet’s Tale